# Ratpenat d'Eisentraut
El ratpenat d'Eisentraut (Nycticeinops eisentrauti) és una espècie de ratpenat de la família dels vespertiliònids que es troba al Camerun, Kenya, la República Democràtica del Congo, Somàlia i Uganda.